# Hans Horions

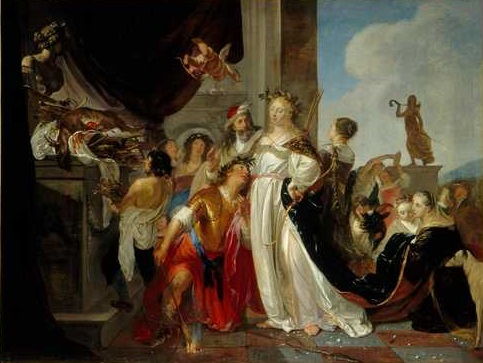
Teágenes y Cariclea, firmado JHorijons.fe., óleo sobre lienzo, 90 x 119,1 cm, Utrecht, Centraal Museum.

Hans Horions (Utrecht, c. 1620-1672) fue un pintor barroco neerlandés de la escuela de Utrecht.

## Biografía y obra
Hijo de un tapicero de Bruselas casado en Utrecht en 1605 con Dirckgen Jans van Selmont, hubo de nacer entre esa fecha y 1624, año del fallecimiento de su madre. Se desconoce dónde y con quién pudo aprender el oficio. En 1650 contrajo matrimonio con su hermanastra Cornelia, hija de la segunda esposa de su padre. Miembro destacado del gremio de pintores de Utrecht, desempeñó el cargo de overlieden (director) en varios momentos, en unión de Herman van Lin y Willem Moreelse, y fue su decano en 1655 y 1656 junto a Hendrick Bloemaert y de nuevo en el curso 1661-1662.
Especializado en pintura historiada, con asuntos bíblicos (Salomé danzando para Herodes, Ámsterdam, Rijksmuseum) y otros tomados de la literatura, es poco lo que de su trabajo se ha conservado. Motivo repetido en su producción fue la ilustración del encuentro de Teágenes y Cariclea según las Etiópicas, la célebre novela bizantina de Heliodoro, un tema que ya había sido abordado por Abraham Bloemaert por encargo del príncipe Federico Enrique de Orange-Nassau y que Horions trató por primera vez en un óleo firmado y fechado en 1649, propiedad de la Universidad de Glasgow, Hunterian Museum and Art Gallery, y de nuevo hacia 1655, invirtiendo la composición, en un óleo de pequeño formato conservado en el Centraal Museum de Utrecht.